# Дара (Сату Маре)
Дара (рум. Dara) насеље је у Румунији у округу Сату Маре у општини Доролц. Oпштина се налази на надморској висини од 119 m.

## Становништво
Према подацима из 2002. године у насељу је живело 1190 становника.

### Попис2002.
| Расподела становништва по националности 2002.‍ | Расподела становништва по националности 2002.‍ | Расподела становништва по националности 2002.‍ | Расподела становништва по националности 2002.‍ | Расподела становништва по националности 2002.‍ |
| --------------------------------------------- | --------------------------------------------- | --------------------------------------------- | --------------------------------------------- | --------------------------------------------- |
|                                               |                                               |                                               |                                               |                                               |
| Румуни                                        | Румуни                                        |                                               | 12                                            | 1,0%                                          |
| Мађари                                        | Мађари                                        |                                               | 1.144                                         | 96,1%                                         |
| Роми                                          | Роми                                          |                                               | 34                                            | 2,9%                                          |